# Ганс Зайдеманн
Ганс Зайдеманн (нім. Hans Seidemann; 18 січня 1902 — 27 грудня 1967) — німецький військово-повітряний діяч, генерал авіації. Кавалер Лицарського хреста Залізного хреста з дубовим листям.

## Біографія
15 січня 1919 року вступив добровольцем в єгерський корпус генерала Меркера. 29 вересня 1919 року вступив на службу в 9-й піхотний полк, з 20 грудня 1922 року — командир взводу. 31 травня 1928 року звільнений у відставку. У квітні-жовтня 1929 року проходив підготовку на секретних авіаційних курсах в Липецьку (СРСР). 1 листопада 1929 року відновлений на службі командиром взводу 9-го піхотного полку. 1 квітня 1933 року переведений в комендатуру Мюнхена, а 1 жовтня 1933 року призначений офіцером для особливих доручень при начальнику Військового управління (під цією назвою переховувався заборонений Версальським договором Генштаб). 1 жовтня 1934 року переведений до Люфтваффе. З 1 липня 1936 року — начальник групи 1-го відділу Генштабу люфтваффе, з 1 квітня 1938 року — командир 3-ї групи навчальної ескадри «Грайфсвальд». 1 грудня 1938 року відправлений в Іспанію начальником штабу легіону «Кондор».
Після розформування легіону 1 липня 1939 року очолив оперативний відділ штабу командувача авіацією групи армій «Південь», учасник Польської кампанії. З 27 грудня 1939 року — начальник штабу 8-го авіакорпусу, з яким взяв участь у Французькій кампанії. З 6 червня 1940 року — начальник штабу 2-го повітряного флоту. Учасник німецько-радянської війни, після чого разом з флотом був переведений в Південну Європу. 24 серпня 1942 року призначений авіаційним командиром «Африка», керував діями авіації, яка підтримувала війська Ервіна Роммеля. 12 лютого 1943 року на базі штабу Зайдеманна був сформований штаб авіакорпусу «Туніс», який очолив Зайдеманн. У травні 1943 року корпус був знищений в Тунісі, але Зайдеманну вдалося уникнути полону. 18 травня 1943 року призначений командиром 8-го авіаційного корпусу, що діяв на радянсько-німецькому фронті. 25 січня 1945 року корпус був перейменований в Командування ПС «Сілезія». 29 квітня 1945 року на базі його командування і 8-ї авіаційної області сформоване 8-е командування ВПС, яке Зайдеманн очолював до кінця війни. У травні 1945 йому вдалося уникнути полону.

## Звання
- Фанен-юнкер (29 вересня 1919)
- Фенріх (1 листопада 1921)
- Обер-фенріх (1 листопада 1922)
- Лейтенант (20 грудня 1922)
- Оберлейтенант (1 серпня 1927)
- Гауптман (1 квітня 1934)
- Майор Генштабу (1 серпня 1936)
- Оберстлейтенант Генштабу (1 червня 1939)
- Оберст Генштабу (1 жовтня 1940)
- Генерал-майор (24 серпня 1942)
- Генерал-лейтенант (1 січня 1944)
- Генерал авіації (1 березня 1945)

## Нагороди
- Нагрудний знак пілота
- Медаль «За вислугу років у Вермахті» 4-го, 3-го і 2-го класу (18 років)
- Нагрудний знак пілота Легіону «Кондор»
- Військова медаль (Іспанія)
- Медаль «За Іспанську кампанію» (Іспанія)
- Іспанський хрест в золоті з мечами (6 червня 1939)
- Залізний хрест
  - 2-го класу (25 вересня 1939)
  - 1-го класу (20 травня 1940)
- Нарукавна стрічка «Крит»
- Лицарський хрест Залізного хреста з дубовим листям
  - лицарський хрест (20 березня 1942)
  - дубове листя (№ 658; 18 листопада 1944)
- Відзначений у Вермахтберіхт (20 лютого 1944)